# Omegna
Omegna település Olaszországban, Verbano-Cusio-Ossola megyében. Lakosainak száma 14 294 fő (2023. január 1.). Omegna Casale Corte Cerro, Gignese, Nonio, Pettenasco, Quarna Sopra, Quarna Sotto, Stresa, Armeno, Germagno, Gravellona Toce és Valstrona községekkel határos.

## Népesség
A település népességének változása:
| Lakosok száma | 15 434 | 15 285 | 14 294 |
|               | 2017   | 2018   | 2023   |